# 琉神マブヤー3
『琉神マブヤー3』（りゅうじんマブヤーみーち）は、琉球放送で2011年10月1日から12月24日まで放送された特撮番組。「みーち」とは沖縄方言で「3」を意味する。

## 概要
2010年10月2日から12月25日まで放送された『琉神マブヤー2』の続編。前作よりやや尺が長めの構成となっている。また、『2』でキャストが総入れ替えとなったが、今作は『2』のキャストがほぼ全員出演している。

### 沖縄以外での放送
2012年4月14日から8月4日までTOKYO MXにて放送された。その後も9月22日まで傑作選が放送された。
また、2016年4月15日からはサンテレビにて放送されている。

### インターネット配信
ニコニコ動画の琉神マブヤー公式チャンネルにて2012年9月7日から9月28日まで3話ずつ無料放送された。

## あらすじ
主人公・カナイは謎の青年・ニフェに空手の組み手で敗れた。それが原因でマブイを落とし、琉神マブヤーに変身出来なくなってしまったカナイは辛く長い修行の旅に出る。苦しい修行に耐えた琉神マブヤーとマブイストーンを狙うマジムン軍団との戦いが再び始まった…。

## キャスト

### レギュラー・準レギュラー
- カナイ / 琉神マブヤー - 翁長大輔
- ニライ / 龍神ガナシー - 末吉功治
- ナミ / 鳳神カナミー - 仲本紫野
- 福地紅亜 - 桃原遥
- ニフェ - 小橋川よしと
- マヤ - いずみ（いずみ&やよい） / 平田美樹
- オジー - 普久原明
- オバァ - 吉田妙子
- ハブクラーゲン - 与那嶺圭一
- ヒメハブデービル - 浦崎明香理
- オニヒトデービル - 翁長武義
- マングーチュ - 椎名ユリア
- クーバー1号 - 町田達彦
- クーバー2号 - 浦中孝治
- 福地岩次郎 - 新垣正弘

### ゲスト
- 森の大主 - ヒゲのカッチャン
- 森の妖精キジムコン - Cocco
- 少年ガニー / ヤシガニヤシガー - 普久原男（7,8）

### 声の出演
- ヤシガニヤシガー - 下地勇（7,8）

## スタッフ
- 企画 - 畠中俊成
- チーフプロデューサー - 古谷野裕一
- プロデューサー - 瀬川辰彦、比嘉洋
- 脚本 - 平良泉一
- 演出 - 川端匠志
- 制作統括・演出助手 - 前里茜
- 制作 - 仲村将司、サンチェス ヒロキ、神谷香菜子、加藤大喜
- 撮影 - 仲宗根健
- RED ONEエンジニア - 鈴木元
- 音声 - 川端翔、城間朋、後藤聡
- 照明 - 上原章吾
- CA - 鎌田康宏、亀川善永
- スチール撮影 - 宮市雅彦
- キャストマネージャー - 吉田智人
- 演技指導 - 普久原明
- アクション指導 - 翁長大輔
- ヘアメイク/衣装 - 松田亜利沙、新門清香、伊波理菜子
- 音楽 - 上地正昭
- 編集 / MA - 知花武
- 3DCG / デジタル合成 - granmuse 大山健治
- ヘアメイク協力 - シャイニー、メイリーブライドJupiter
- ボランティア協力 - ヒューマンアカデミー那覇校、梶原大介
- 制作 - 沖縄映像センター
- 制作・著作 - マブヤープロジェクト

## 主題歌

### オープニング
「琉神マブヤー2」
作詞 - 山田優樹
作曲 - 上地正昭
編曲 - 上地正昭
歌- ディアマンテス

## 放送日程
|          | タイトル                                                 | 放送日        |
| 第一話   | クンチ（根気）のマブイストーンがデージなってる！         | 2011年10月1日 |
| 第二話   | 琉神マブヤーのマブイがデージなってる！                   | 10月8日       |
| 第三話   | チャンプルーのマブイストーンがデージなってる（前編）     | 10月15日      |
| 第四話   | チャンプルーのマブイストーンがデージなってる（後編）     | 10月22日      |
| 第五話   | シーブンのマブイストーンがデージなってる！               | 10月29日      |
| 第六話   | 海人のマブイストーンがデージなってる！                   | 11月5日       |
| 第七話   | アララガマのマブイストーンがデージなってる（前編）       | 11月12日      |
| 第八話   | アララガマのマブイストーンがデージなってる（後編）       | 11月19日      |
| 第九話   | なんくるないさのマブイストーンがデージなってる！         | 11月26日      |
| 第十話   | ウチナータイムのマブイストーンがデージなってる！         | 12月3日       |
| 第十一話 | 世果報（ゆがふ）のマブイストーンがデージなってる（前編） | 12月10日      |
| 第十二話 | 世果報（ゆがふ）のマブイストーンがデージなってる（後編） | 12月17日      |
| 最終話   | 最後だからムルデージなってる！                           | 12月24日      |

## 映像ソフト化
マブヤープロジェクトから2012年3月3日にDVDが発売。ディレクターズ・カット版となっており、特典映像や字幕などの追加といった変更点が見られる。
2013年4月26日には角川書店より「特典がデージなってる限定版」と題して膨大な特典映像を収録した2枚組のBlu-rayが発売され、シリーズとしては初めてBlu-rayが発売された。
2016年5月25日にはインペリアルレコードより2012年発売のDVDと同様の内容のDVDおよびBlu-rayが発売された。